# Gương

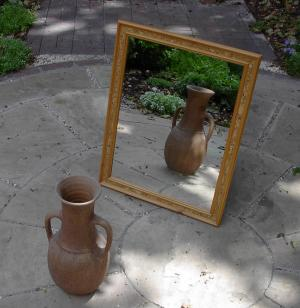
Một cái gương phản chiếu hình ảnh của một cái lọ.

Gương là một vật thể phản xạ hình ảnh. Ánh sáng dội lại từ gương sẽ hiển thị hình ảnh của bất cứ thứ gì ở phía trước nó. Loại gương quen thuộc nhất là gương phẳng, có bề mặt là dạng phẳng. Gương cong (thường là gương lồi hoặc gương lõm) cũng được sử dụng trong thực tế, dùng để phóng to hoặc thu nhỏ ảnh, hoặc tập trung ánh sáng hay chỉ đơn giản làm méo ảnh phản chiếu.
Trong tự nhiên, mặt nước là một ví dụ của gương. Con người đã sản xuất gương từ nhiều loại vật liệu trong hàng ngàn năm, như đá, kim loại và thủy tinh. Trong gương hiện đại, bạc hoặc nhôm thường được sử dụng do độ phản xạ cao, dùng để làm lớp phủ mỏng trên kính vì bề mặt mịn tự nhiên và rất cứng.
Gương thường được dùng để trang điểm (hay nói một cách khác là "soi gương"), trang trí, hoặc trong kiến trúc. Gương cũng được sử dụng trong các thiết bị khoa học như kính thiên văn, laser, máy ảnh, và trong các máy công nghiệp. Hầu hết gương được thiết kế cho ánh sáng khả kiến; tuy nhiên gương cũng được thiết kế cho các loại sóng khác hoặc các bước sóng khác của bức xạ điện từ, đặc biệt trong các thiết bị quang học.

## Từ nguyên
Từ gương là một từ Hán Việt cổ, bắt nguồn từ cách phát âm trong tiếng Hán thượng cổ của một từ tiếng Hán được viết bằng chữ Hán là “鏡”. Chữ Hán “鏡” có âm Hán Việt tiêu chuẩn hiện đại là kính. William H. Baxter và Laurent Sagart phục nguyên cách phát âm trong tiếng Hán thượng cổ của từ “鏡” là *C.qraŋʔ-s.

## Lịch sử
Ra đời khoảng 600 năm trước Công nguyên. Thế nhưng, mãi đến thế kỷ XIX, nhân loại mới có được những chiếc gương như ngày nay

## Chế tạo
Hầu hết các loại gương được chế tạo bằng cách áo một lớp phản chiếu lên một chất nền thích hợp. Chất nền phổ biến nhất là thủy tinh vì dễ chế tạo, cứng và có bề mặt nhẵn. Ngoài ra, thủy tinh cũng chống trầy tốt hơn các chất liệu khác. Lớp phủ phản chiếu thường được đặt vào mặt sau của kính, do đó nó được bảo vệ khỏi sự ăn mòn và hư hại.

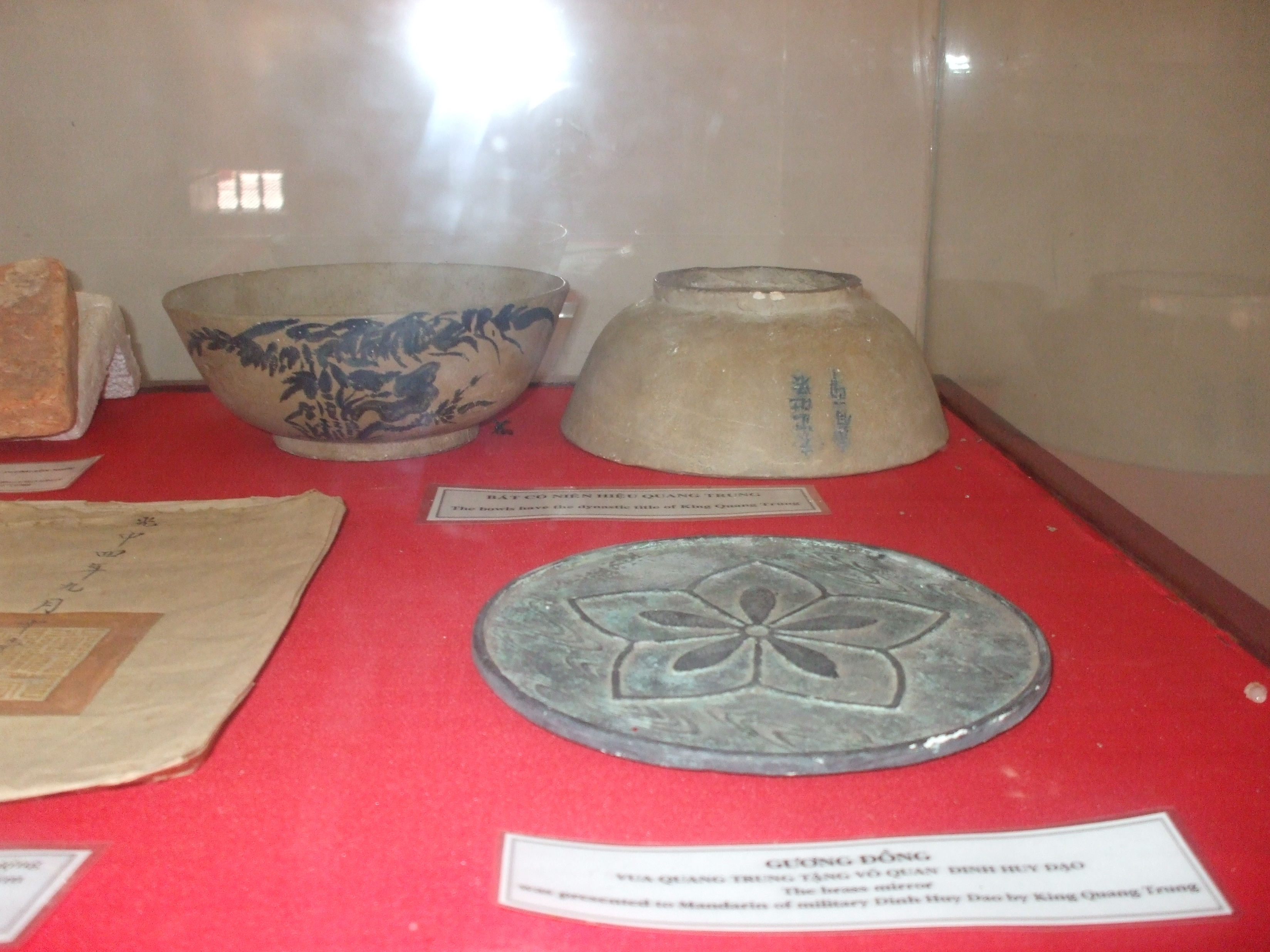
Gương đồng hình tròn của vua Quang Trung tặng cho võ quan Đinh Huy Đạo, hiện trưng bày tại Bảo tàng Quang Trung (Bình Định).

Trước đây, gương được làm bằng kim loại (bằng đồng, về sau làm bằng bạc) và nó quá đắt để sử dụng rộng rãi cũng như dễ bị ăn mòn. Bề mặt của kim loại có tính phản xạ thấp làm cho các gương ngày xưa cho hình ảnh tối hơn so với các loại gương hiện đại, và nó không thích hợp để sử dụng trong nhà với ánh sáng nhân tạo (như đèn cầy hoặc đèn lồng lúc đó).

## Ứng dụng

### Quan sát dễ dàng và an toàn
Kính chiếu hậu được sử dụng cho các loại xe như xe môtô, xe ôtô và cả xe đạp, cho phép người lái nhìn thấy xe đến từ phía sau họ. Nhiều loại kính mát cũng có chức năng tương tự, khi nhìn vào phía sát bên trái hoặc bên phải sẽ thấy được phía sau.
Gương lồi cho ảnh với góc nhìn lớn hơn so với gương phẳng. Loại gương này thường được đặt ở các giao lộ, các góc như trong bãi giữ xe để quan sát được phía góc bên kia nhằm tránh tai nạn. Nó cũng được dùng trong hệ thống an ninh, giúp một máy quay phim có thể thấy nhiều hơn một góc tại một thời điểm.
Các nha sĩ thường dùng một gương để quan sát những góc khó nhìn bên trong miệng bệnh nhân. Loại gương này cũng được các kỹ sư dùng để kiểm tra nhưng nơi hẹp và những góc khuất của thiết bị.

### Gương hai chiều
Đây là loại gương có một mặt thủy tinh được phủ một lớp vật liệu rất mỏng và phản xạ rất nhẹ. Khi những mặt này được xoay về phía được chiếu sáng, thì một số ánh sáng sẽ phản xạ đi còn số khác sẽ xuyên qua bề mặt bên kia. Điều này làm cho người đứng bên phía mặt bên tối thấy được phía bên sáng nhưng bên phía sáng lại không nhìn thấy được bên tối.
Loại gương này thường dùng trong các phòng thẩm vấn của cảnh sát, các cửa kính xe bảo vệ chuyên dụng...

### Văn chương
Gương cũng xuất hiện trong văn chương của các nền văn hóa. Thí dụ trong truyện cổ tích Nàng Bạch Tuyết và bảy chú lùn, hoàng hậu độc ác hỏi gương:
Gương kia ngự ở trên tường
Thế gian ai đẹp được dường như ta?
Một số truyện khác cũng có sự xuất hiện của gương như Alice lạc vào xứ sở thần tiên, Harry Potter...

## Gương và động vật

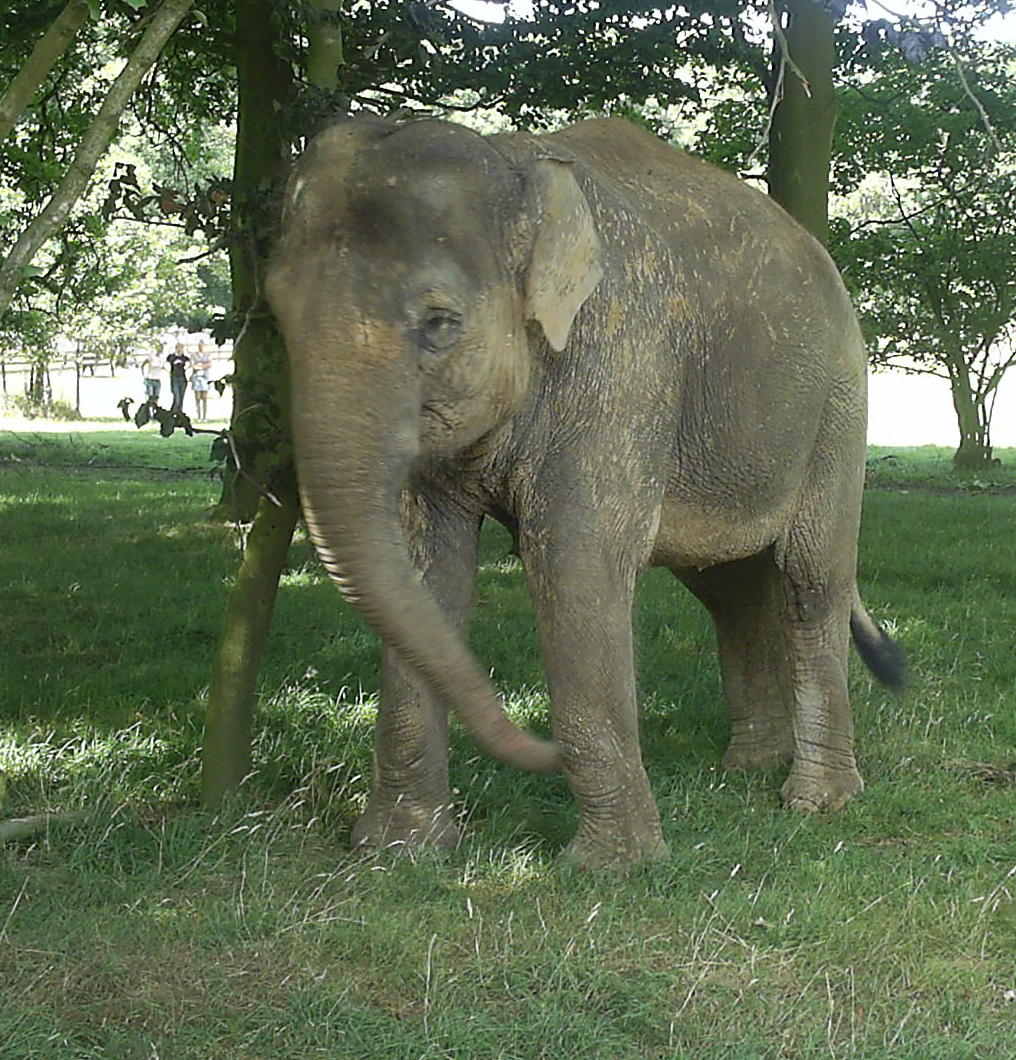
Voi châu Á có thể nhận biết ảnh chính nó trong gương

Các thí nghiệm cho thấy chỉ có những loài động vật có não lớn mới có thể nhận biết chính nó trong gương.
Một số loài thú có thể nhận biết chính nó:
- Voi châu Á
- Tinh tinh
- Cá heo
- Ác là
- Đười ươi
- Heo
- Lạc đà không bướu

## Các loại gương đặc biệt

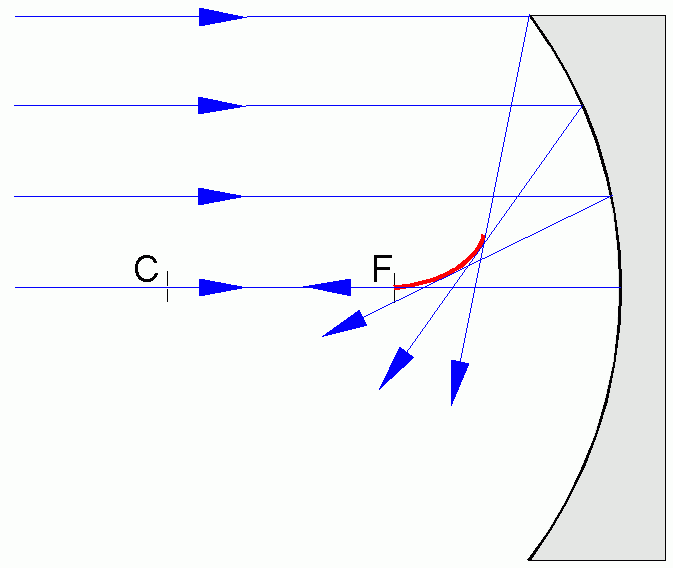
Gương lõm hội tụ ánh sáng

- Gương cầu lồi: có bề mặt là một phần của hình cầu và có lớp bạc hướng về mặt lồi
- Gương cầu lõm: có bề mặt là một phần hình cầu và có lớp bạc hướng về phía lõm